# Awake (KAMITSUBAKI STUDIOのアルバム)
『KAMITSUBAKI x Monark Compilation Album「Awake」』は、2021年10月20日にKAMITSUBAKI RECORDからリリースされたKAMITSUBAKI STUDIO所属のバーチャルアーティストによるアルバムであり、ゲーム『モナーク／Monark』の主題歌・挿入歌が収録されたコラボレーションアルバムである。歌唱したアーティストは、花譜、理芽、春猿火、ヰ世界情緒、幸祜、CIELである。

## 概要
『モナーク／Monark』は2021年10月14日に発売された、フリュー制作の学園RPGである。本アルバムは、KAMITSUBAKI STUDIO 所属アーティスト8組と外部アーティスト7組の合計15アーティストが1曲ずつゲームに登場するキャラクターをイメージして書き下ろしたものである。
楽曲の制作は、カンザキイオリ、大沼パセリ、一二三、rionos、Kanaria、たかやん、煮ル果実、笹川真生、傘村トータらによる。ジャケットイラストは灸場メロが描き下ろした。CDに加え、ライナーノーツが付属された。
クロスフェードは2021年10月1日19時にYouTubeにてプレミア公開された。クロスフェードの映像制作は muen による。

## 収録曲
全14曲が収録されている。いくつかの楽曲はミュージックビデオが制作されている。
| #         | タイトル                       | 作詞・作曲・編曲             | 歌唱              | 時間  |
| --------- | ------------------------------ | ---------------------------- | ----------------- | ----- |
| 1.        | 「ニヒル」                     | カンザキイオリ               | 花譜              | 03:24 |
| 2.        | 「ASH」                        | 大沼パセリ                   | 幸祜              | 03:11 |
| 3.        | 「Gunpowder」                  | 一二三                       | 春猿火            | 03:20 |
| 4.        | 「何億光年の孤独」             | rionos                       | ヰ世界情緒        | 04:20 |
| 5.        | 「強欲」                       | Kanaria                      | 幸祜              | 04:48 |
| 6.        | 「Pleiades」                   | たかやん（編曲：大沼パセリ） | 春猿火            | 03:34 |
| 7.        | 「この夢に弔いを」             | rionos                       | ヰ世界情緒        | 04:16 |
| 8.        | 「愛厭奇縁」                   | 煮ル果実                     | 春猿火×ヰ世界情緒 | 03:22 |
| 9.        | 「Dear」                       | 大沼パセリ                   | 幸祜              | 03:53 |
| 10.       | 「あおいこわす」               | 笹川真生                     | 理芽              | 05:08 |
| 11.       | 「あまくてあかくて」           | 笹川真生                     | 理芽              | 04:09 |
| 12.       | 「Is it Pain, Love or Death?」 | 笹川真生                     | 理芽              | 05:08 |
| 13.       | 「世惑い子」                   | カンザキイオリ               | 花譜              | 04:15 |
| 14.       | 「君の望み、君の願い」         | 傘村トータ                   | CIEL              | 05:23 |
| 合計時間: | 合計時間:                      | 合計時間:                    | 合計時間:         | 58:17 |

### ニヒル
「ニヒル」は、『Awake』に収録された花譜の楽曲であり。『モナーク／Monark』の主題歌となった。作詞・作曲・編曲はカンザキイオリ、ギターは伊藤翔磨による。
2023年3月8日には花譜の 3rd アルバム『狂想』に収録された。
『モナーク／Monark』1st PV、オープニング映像に用いられた。
2022年8月24日に日本武道館で開催された『花譜 3rd ONE-MAN LIVE「不可解参(狂)」』で演奏され、後に本楽曲のライブ映像がYouTube上で公開された。2023年3月4日の『花譜 3rd ONE-MAN LIVE「不可解参(想)」』でも演奏された。
2024年3月27日に発売されたリミックスアルバム『狂想γ』には、椎乃味醂によるリミックスバージョン「ニヒル (椎乃味醂 Remix)」が収録された。

### ASH
「ASH」は、『Awake』に収録された幸祜の楽曲である。作詞・作曲・編曲はすべて大沼パセリによる。
『モナーク／Monark』の挿入歌であり、2021年6月15日にYouTube上でミュージックビデオが公開された。ミュージックビデオのディレクターは駿。タイトルデザインは吉永かつき、CGデザインはサム、イラストはSWAVによる。また、Mixは＄ＫＩＹＡＫＩ＄ＫＩが行っている。
2023年9月3日に開催された『SINKA LIVE SERIES EP.Ⅱ 幸祜 2nd ONE-MAN LIVE「PLAYER II -神椿市肆番街-」』にて演奏された。

### 愛厭奇縁
「愛厭奇縁」（あいえんきえん）は、『Awake』に収録された春猿火×ヰ世界情緒の楽曲であり、『モナーク／Monark』の挿入歌である。作詞・作曲・編曲はいずれも煮ル果実による。
2024年10月13日に配信された春猿火とヰ世界情緒による「神椿報奏部」発のバーチャルミニライブ「SINKA LIVE SERIES UNKNOWN SPACE 03 KAMITSUBAKI RADIO CLUB VIRTUAL MINI LIVE」にて演奏された。リリックモーションはLAKUによる。

### あおいこわす
「あおいこわす」は、『Awake』に収録された理芽の楽曲である。作詞・作曲・編曲はいずれも笹川真生による。
『モナーク／Monark』の挿入歌であり、2021年9月10日に公開された『モナーク／Monark』2nd PVに用いられた。

### 世惑い子
「世惑い子」（よまいご）は、『Awake』に収録された花譜の楽曲である。上記「ニヒル」と同様、アルバム『狂想』に収録された。作詞・作曲・編曲はカンザキイオリ、ギターは伊藤翔磨による。
『モナーク／Monark』の挿入歌で、2021年10月14日にYouTube上でミュージックビデオが公開された。ミュージックビデオは、映像がイアリンジャパンの川サキケンジ、映像制作協力が黒岩園加、タナカリョウ、muen、タイトルデザインがZUMA、制作がTHINKRの根岸秀幸による。ミュージックビデオに登場する建物は『モナーク／Monark』の世界観に基づいたものであり、映像内で花譜が着用している制服もゲーム内で登場するものと同じデザインとなっている
2022年3月26日には、高校卒業記念ライブ「僕らため息ひとつで大人になれるんだ。」で演奏された。2024年1月14日に開催された『花譜 4th ONE-MAN LIVE「怪歌」』でも第1部「邂逅」の4曲目に演奏された。
リミックスアルバム『狂想γ』では、ササノマリイによるリミックスバージョン「世惑い子 (ササノマリイ Remix)」が収録された。

### 君の望み、君の願い
「君の望み、君の願い」（きみののぞみ、きみのねがい）は、『Awake』に収録されたCIELの楽曲である。作詞・作曲・編曲はボカロPである傘村トータによる。『モナーク／Monark』のエンディング曲である。CIEL 1st フルアルバム『空想劇』に収録された。
「希望」がテーマの楽曲である。ミュージックビデオはYouTube上で2021年10月21日に公開された。ミュージックビデオの監督は玲架（A4A Inc.）が務め、幻想的なCGによってその世界観が表現されている。MIX はSoh Nakamuraによる。
CIELは2022年7月17日に開催された理芽×ヰ世界情緒『TWO-MAN LIVE Blu-ray「Singularity Live」』にオープニングアクトとして出演し、1曲目に本楽曲を歌った。これは2024年11月23日に発売された『理芽× ヰ世界情緒 TWO-MAN LIVE「Singularity Live」Blu-ray』にライブ映像（Blu-ray）と音源（CD）が収録された。

### ミュージックビデオ
- 花譜 # 115「ニヒル」【「不可解参(狂)」Live Ver. - YouTube
- 幸祜 No.006「ASH」【Official Music Video】 - YouTube
- 花譜 #87「世惑い子」【オリジナルMV】 - YouTube
- 【オリジナルMV】君の望み、君の願い / CIEL #04 - YouTube